# جرایم مالی
جرم مالی جرمی است که دربرابر دارایی انجام می‌شود و دربرگیرنده تبدیل غیرقانونی مالکیت اموال (ازآن یک نفر) به استفاده و منفعت شخصی است. جرایم مالی در برگیرنده کلاهبرداری (کلاهبرداری چک، کلاهبرداری از کارت اعتباری، کلاهبرداری در وام مسکن، کلاهبرداری پزشکی، کلاهبرداری شرکتی، کلاهبرداری اوراق بهادار (از جمله تجارت داخلی)، کلاهبرداری بانکی، کلاهبرداری بیمه، دستکاری بازار، پرداخت (محل فروش) و تقلب در مراقبت‌های بهداشتی باشد)، دستبرد، فرار مالیاتی، رشوه خواری، آشوب، اختلاس، سرقت هویت، پولشویی و جعل (همچون چاپ پول تقلبی و کالاهای مصرفی).
جرایم مالی همچنین دربرگیرنده کارهای مجرمانه دیگری مانند جرایم رایانه‌ای و سوء استفاده از سالمندان و حتی جرایم خشونت‌آمیز مانند سرقت، سرقت مسلحانه یا کشتار نیز است. جرایم مالی ممکن است به‌دست افراد، شرکت‌ها یا گروه‌های جنایت سازمان یافته انجام شود. قربانیان نیز دربر گیرنده افراد، شرکت‌ها، دولت‌ها و کل اقتصادها باشند.
مجری قانون بیشتر گونه های بزرگتری از تبانی مالی را با نام سندیکاهای جنایی دسته‌بندی می‌کند.

## رشوه
رشوه و رشوه‌خواری: پدیده مخرب و مبارزه جهانی
رشوه، به زبان ساده، عبارت است از هرگونه پاداش یا امتیازی که به ناحق به فردی داده یا از او گرفته می‌شود. این عمل معمولاً با هدف تأثیرگذاری بر تصمیمات یا رفتارهای رسمی، به ویژه در حوزه‌هایی که به اجرای عدالت عمومی وابسته هستند، صورت می‌گیرد. هدف از رشوه، انحراف فرد از انجام صحیح وظایف قانونی و حرکت بر اساس خواسته‌های رشوه دهنده است.

### چرا رشوه یک معضل جهانی است؟
رشوه و رشوه‌خواری یکی از رایج‌ترین و گسترده‌ترین اشکال فساد مالی و اقتصادی در سطح جهان است. این پدیده نه تنها به اقتصادهای ملی آسیب‌های جبران‌ناپذیری وارد می‌کند، بلکه تهدیدی جدی برای تجارت و اقتصاد بین‌المللی نیز محسوب می‌شود. سازمان‌های اقتصادی بین‌المللی، رشوه را مانعی بزرگ بر سر راه اعتماد و اطمینان در مبادلات جهانی می‌دانند و به همین دلیل، مبارزه با آن را در اولویت قرار داده‌اند.
پرداخت رشوه معمولاً با انگیزه‌های مختلفی صورت می‌گیرد، از جمله:
- تسهیل در اجرای قوانین: سرعت بخشیدن یا دور زدن تشریفات قانونی.
- تسریع در انجام امور قانونی: پیش‌انداختن کارها در صف انتظار.
- فرار از قانون: نادیده گرفتن تخلفات یا جرائم.
- دسترسی غیرقانونی به منابع درآمد: کسب مزایای ناعادلانه در مناقصات یا پروژه‌ها.
- جعل اسناد و مدارک: تغییر یا ایجاد مدارک غیرواقعی.

### اقدامات جهانی برای مبارزه با رشوه
جامعه جهانی در سال‌های اخیر تلاش‌های زیادی برای مقابله با رشوه‌خواری انجام داده است:
- قانون اعمال فساد خارجی (FCPA) در ایالات متحده (۱۹۷۷): این قانون که در ابتدا برای مقابله با پرداخت رشوه به مقامات خارجی توسط شرکت‌های آمریکایی وضع شد، تا حدود سال ۲۰۱۰ میلادی نقش اصلی را در مبارزه با فساد بین‌المللی ایفا می‌کرد.
- قانون رشوه‌خواری بریتانیا (۲۰۱۰): پس از FCPA، بسیاری از کشورها قوانین جامع‌تر و قدرتمندتری را معرفی کردند. قانون رشوه‌خواری بریتانیا در سال ۲۰۱۰ نمونه‌ای بارز از این تحولات است که رویکرد سخت‌گیرانه‌تری در قبال رشوه‌خواری دارد.
- استاندارد بین‌المللی سیستم مدیریت ضد رشوه (ISO 37001) در سال ۲۰۱۶: سازمان بین‌المللی استاندارد با معرفی این استاندارد، به سازمان‌ها کمک می‌کند تا سیستم‌های مدیریت داخلی خود را برای پیشگیری، شناسایی و رسیدگی به رشوه تقویت کنند.
- افزایش همکاری‌های بین‌المللی: همکاری‌های اجرایی میان کشورها برای تعقیب و مجازات رشوه‌خواران و رشوه دهندگان به طور فزاینده‌ای در حال افزایش است.

مبارزه با رشوه یک نبرد مداوم است که نیازمند تعهد دولت‌ها، همکاری سازمان‌ها و آگاهی عمومی است. با تقویت قوانین و افزایش شفافیت، می‌توان گام‌های مهمی در جهت کاهش این پدیده مخرب برداشت.

## پول‌شویی
پولشویی فرآیندی است که در آن بر درآمدهای به‌دست آمده از یک فعالیت مجرمانه برای پنهان کردن سرچشمه واقعی خود سرپوش گذاشته می‌شود. پولشویی به جای خود اموال، درآمد حاصل از اموال مجرمانه را شامل می‌شود.
برای بیشتر کشورها، پولشویی و تامین مالی تروریسم مسائل مهمی را در زمینه پیشگیری، کشف و پیگرد ایجاد می‌کند. شگرد پیچیده‌ای که برای پولشویی و تأمین مالی تروریسم استفاده می‌شود به پیچیدگی این مسائل می‌افزاید. چنین شیوه های پیچیده‌ای ممکن است شامل گونه‌های مختلفی از موسسات مالی باشد. از روش‌های گوناگون پول‌شویی می‌توان از چندین تراکنش مالی، استفاده از واسطه‌ها مانند مشاوران مالی، حسابداران، شرکت‌های پوسته و سایر ارائه دهندگان خدمات، جابجایی به کشورهای مختلف؛ و استفاده از ابزارهای مالی مختلف و انواع دیگر دارایی‌های ذخیره‌سازی ارزش نام برد. پول‌شویی را می‌توان به روش‌های مختلفی تعریف کرد، اکثر کشورها تعریفی که توسط کنوانسیون سازمان ملل متحد علیه قاچاق غیرقانونی مواد مخدر و روانگردان (۱۹۸۸) (کنوانسیون وین) و کنوانسیون سازمان ملل متحد علیه جرایم سازمان یافته فراملی (۲۰۰۰) ارائه شده را پذیرفته‌اند.
گروه ویژه اقدام مالی در مورد پول‌شویی (FATF)، که به عنوان تنظیم کننده استاندارد بین‌المللی برای اقدامات مبارزه با پولشویی (AML) شناخته می‌شود، اصطلاح "پول شویی" را به‌طور خلاصه به عنوان "پردازش عواید مجرمانه برای پنهان کردن سرچشمه غیرقانونی آن‌ها به منظور «مشروعیت بخشیدن» به دستاوردهای غیرقانونی جنایت تعریف می‌کند.
برای نمونه در سال ۲۰۰۵، پولشویی در صنعت مالی در بریتانیا به ۲۵ میلیارد پوند در سال رسید. در سال ۲۰۰۹، یک مطالعه دفتر مواد مخدر و جرم سازمان ملل متحد (UNODC) تخمین زد که عواید مجرمانه ۳٫۶٪ از تولید ناخالص داخلی جهانی، با ۲٫۷٪ (یا ۱٫۶ تریلیون دلار) پولشویی شده است.
در نمونه‌ای دیگر، وزارت مسکن ایرلند از وزیر مسکن خواست تا با قاطعانه‌ترین شرایط از امارات بخواهد تا در مورد رابطه خود با دانیل کیناهان سلطان مواد مخدر که به همراه برادرش کریستوفر کیناهان در سال ۲۰۱۸ توسط دادگاه عالی متهم شناخته شد، پاسخ دهد. مدیریت عملیات روزانه مواد مخدر در ایرلند، برادران کیناهان پسران کریستی کیناهان (بنیانگذار کارتل کیناهان) هستند، که برای مدت طولانی مواد مخدر و اسلحه گرم را به بریتانیا، ایرلند و سرزمین اصلی اروپا قاچاق می‌کردند. برای چندین سال، رهبر گروه کیناهان در دبی اقامت داشت، جایی که دانیل با دفاع از خود به عنوان یک تاجر برجسته در صنعت بوکس حرفه‌ای (بازاریابی و کسب درآمد از این ورزش)، دخالت خود در جنایات سازمان‌یافته را انکار کرد. طبق تحقیقات پانوراما، دانیل در صنعت بوکس از طریق(MTK) فعالیت داشته است و به‌طور همزمان بزرگ‌ترین شبکه‌های پولشویی، قاچاق مواد مخدر و اعدام‌های گروه‌های تبهکار اروپا را از دبی اداره می‌کرده است.

## تقلب
تقلب یعنی بی بهره ساختن دیگران از دارایی یا پولشان از راه نیرنگ و حیله‌گری یا فریب دادن و دیگر اقدامات در این راستا.
در سال ۲۰۰۵، تقلب در صنعت مالی برای بریتانیا ۱۴ میلیارد پوند در سال هزینه برداشت.

## سازمان‌های اجرای قانون
سازمان‌هایی اجرا گر قانون هستند که فعالیت‌های اجرایی اصلی آن‌ها بر تخلفات مجرمانه قوانین مالیاتی کشورشان و جرایم مالی مرتبط با آن، مانند پولشویی، تخلفات ارزی، کلاهبرداری از سرقت هویت مربوط به مالیات، و تأمین مالی تروریسم متمرکز است.